# Къща музей „Никола Вапцаров“ (Банско)
Къщата музей „Никола Вапцаров“ в Банско е родният дом на Никола Вапцаров (1909 – 1942), който е сред най-популярните български поети на XX век. Тя сред първите музеи в Пиринския край. Намира се на централния площад на града.
Къщата функционира като музей от 1952 г., когато се поставя и началото на музейното дело в Банско. В музея по указания на майката на поета Елена Вапцарова е възстановена домашната обстановка от времето на неговото детство. На следната 1953 година приземният етаж на сградата е реконструиран като музейна зала, разширена пред 1969 г. Музеят е реконструиран през 1979 и 1989 – 1991 година.
Музеят има три функционални части – видеозала в две помещения, където е изложено родословното му дърво, автентична етнографска експозиция за целия му живот от раждането до смъртта и отделна видеозала – поезията на Вапцаров. Тук са изложени и копия от негови ръкописи, първите публикации на неговите стихове, събрани по-късно в отделна стихосбирка. Във витрина се пазят костюмът, ризата и часовникът, носени от поета преди разстрела. Във фонда на музея има около 3000 експоната.

## Галерия
- Интериор в къщата музей
- Интериор в къщата музей
- Интериор в къщата музей
- Външен изглед